# Anna Koulberg
Anna Koulberg (17 augustus 2004) is een Belgisch volleybalster.

## Levensloop
Koulberg werd op zesjarige leeftijd actief in het volleybal bij VC Wolvertem. Vanaf haar dertiende liep ze school aan de Topsportschool te Vilvoorde. Sinds seizoen 2021-'22 komt ze uit voor Asterix Avo Beveren. Met deze club won ze in seizoen 2022-'23 zowel de landstitel als de Beker van België.
Daarnaast is ze actief bij de nationale ploeg, de Yellow Tigers, waarmee ze onder meer deelnam aan het wereldkampioenschap van 2022 en het Europees kampioenschap van 2023.
Ook haar ouders - Sacha Koulberg en Anja Duyck - waren actief in deze sport.